# 草邱站
草邱站（：／ Chogu yeok */?）曾为东海北部线上的一个车站，已于1950年朝鲜战争之后废止，现已被猪津站覆盖。

## 历史
- 1935年11月1日：开始使用。
- 1950年：停用本站。